# Суґовушан (Тертерський район)
Суґовушан (азерб. Suqovuşan) — село в Тертерському районі Азербайджану, підпорядковане Чайлинській сільраді. До 1992 року входило до складу Агдеринського району.
Село розташоване на північ від Мартакерта, на лівому березі Мадахіського водосховища, яке розташоване на річці Трту. На північ від села розташоване село Талиш.
До 3 жовтня 2020 року село перебувало під окупацією Вірменії і називалося Мадагіз (азерб. Madagiz; вірм. Մատաղիս). 6 жовтня перейменоване президентом Азербайджану Ільхамом Алієвим на Суґовушан.
Окупація села почалася на початку 1990-х. На короткий час воно було звільнено Азербайджаном 1992 року й повторно окуповано Вірменією 1994 року.

## Пам'ятки
У селі розташована церква Сурб Єгіше (Святого Єлисея) 19 ст., цвинтар 18-19 ст., монастир Єгіше Аракял (Апостол Єлисей) 12-18 ст., каплиця-гробниця Вачагана Барепашта (Праведника) 1286 р., двоярусний зал 1552 р., хачкар 12-13 ст., гробниці 2-1 тисячоліття до н. е.